# Архив князя Воронцова
«Архи́в кня́зя Воронцо́ва» — збірка документів (автобіографічні записки, листування тощо) фамільного архіву графів (з 1845 — князів) Воронцових, цінне джерело з історії зовнішньої і внутрішньої політики Російської імперії XVIII — середини XIX століття. Частково видано в 40 томах (1870—1895; Архивъ князя Воронцова) за редакцією російського археографа і бібліографа Петра Бартенєва, решта залишилася в рукописах і зберігається в архівних та бібліотечних фондах Москви і Санкт-Петербурга; в Україні — у Державному архіві Автономної республіки Крим та Одеській національній науковій бібліотеці. 
Засновником архіву був С. Воронцов (посол Російської імперії у Венеції та Англії), який заповів свої архівні матеріали, книги, журнали, газети бібліотеці Новоросійського університету (Одеса, 1898). Наприкінці 1870-х років у бібліотеці Воронцових нараховувалося 450 назв періодичних видань, які хронологічно охоплювали період з 1675 по 80-ті роки XIX століття. Фонд має книжки одинадцятьма мовами.